# Ubi fumus, ibi ignis
Ubi fumus, ibi ignis è un proverbio latino, traducibile come "Là dove si leva del fumo c'è del fuoco". Il senso di questa frase si può interpretare: dove c'è il segno o l'indizio di qualche cosa, spesso e volentieri ne troviamo anche la causa.